# Apostolische Präfektur Linqing
Die Apostolische Präfektur Linqing (lat.: Apostolica Praefectura Lintsingensis) ist eine in der Volksrepublik China gelegene römisch-katholische Apostolische Präfektur mit Sitz in Linqing.

## Geschichte
Die Apostolische Präfektur Linqing wurde am 24. Juni 1927 durch Papst Pius XI. aus Gebietsabtretungen des Apostolischen Vikariates Tsinan als Mission sui juris Linqing errichtet. Die Mission sui juris Linqing wurde am 5. April 1931 durch Pius XI. mit der Apostolischen Konstitution Cum aucto pastorum zur Apostolischen Präfektur erhoben.

## Apostolische Präfekten von Linqing
- Gaspare Hou, 1931–1940
- Giuseppe Ly, 1940–1948
- Paul Ly, 1949–1981
- Sedisvakanz, seit 1981